# ای‌ای اسپورتس اف‌سی آنلاین
ای‌ای اسپورتس اف‌سی آنلاین (که قبلاً با نام FIFA Online 4 شناخته می‌شد) یک بازی فوتبال آنلاین رایگان و چندنفره است که توسط EA Spearhead توسعه یافته و توسط نکسان، گارینا و تنسنت منتشر شده است.
در ۱۷ مه ۲۰۱۸ در کره جنوبی نسخه بتای باز این بازی عرضه شد در ویتنام، نسخه آزمایشی بتا در ۲۲ مارس ۲۰۱۸ عرضه شد. سپس در ماه‌های بعد برای بازارهای چین، تایلند عرضه شد.

### ای‌ای اسپورتس اف‌سی آنلاین M
در جولای ۲۰۱۸، ای‌ای اسپورتس اف‌سی آنلاین M (که قبلاً فیفا آنلاین 4 M بود) در کره برای iOS و اندروید منتشر شد. اف‌سی آنلاین M بعداً در نوامبر ۲۰۱۸ در ویتنام و تایلند منتشر شد.
در ۱۸ می ۲۰۲۴، اعلام شد که ای‌ای اسپورتس اف‌سی آنلاین M در نیمه دوم سال ۲۰۲۴ به‌روزرسانی بزرگی خواهد داشت که در آن بازی به موتور جدیدی از یونیتی به همراه حالت‌های بازی انحصاری جدید ارتقا خواهد یافت.

### مجوز فیفا
با اعلام این که فیفا دیگر مجوز نام و برند خود را به EA نمی‌دهد، نکسون به طرفداران اطمینان داد که پایان همکاری بر سرویس بازی در رایانه شخصی و موبایل تأثیری نخواهد گذاشت. نام فیفا آنلاین ۴ در ۲۲ سپتامبر ۲۰۲۳، پس از جدایی بین EA و FIFA به نام تجاری ای‌ای اسپورتس اف‌سی آنلاین تغییر پیدا کرد.
از سال ۲۰۲۲، فیفا آنلاین ۴ پنجمین ورزش الکترونیکی محبوب در کره جنوبی است.

## گیم پلی
موتور بازی به دلیل نیازهای سخت‌افزاری، بخشی از سری موتورهای فراست‌بایت نیست. ای‌ای اسپورتس اف‌سی آنلاین بیشتر بر اساس فیفا ۱۶ است که بر روی موتور Ignite اجرا می‌شود و انیمیشن‌ها و سایر اجزای فیفا ۱۸ را در خود جای داده است. گیم پلی و موتور AI از فیفا ۱۷ است.
این بازی به بازیکنان اجازه می‌دهد تا مسابقات معمولی را با مسابقات 2v2 یا 3v3 مانند سری اصلی و همچنین ویژگی Ultimate Team که در بازی‌های دیگر دیده می‌شود، انجام دهند. این بازی امکان خرید بازیکنان از یک بازار و کمک به ساختن آمار آنها را با خرید آیتم‌ها فراهم می‌کند. فیفا آنلاین به‌روزرسانی‌های مختلفی از حالت‌های بازی برای فصل‌های بعدی به دنبال بازی‌های سنتی بعدی FC (که قبلاً فیفا بود) مانند House Rules از فیفا ۱۹، لیگ قهرمانان اروپا و VOLTA Live، که نسخه آنلاین VOLTA Football از فیفا ۲۰ بود، دارد.

## حالت بازی

### حالت‌های جام جهانی
در ۲۴ می ۲۰۱۸ اعلام شد که حالت جام جهانی در ۳۱ می ۲۰۱۸ منتشر خواهد شد. حالت مرحله گروهی در برابر رایانه است، در حالی که حالت مرحله حذفی در برابر سایر بازیکنان است.

### حالت بازی لیگ
این یک حالت بازی است که در آن یک باشگاه را انتخاب می‌کنید و لیگی را که باشگاه به آن تعلق دارد بازی می‌کنید. این یک محتوای کلاسیک است که از آثار قبلی خود وجود داشته است.
اغلب از این حالت بازی به دلیل پاداش کم و استفاده گسترده از آیتم‌های شبیه‌سازی لیگ استفاده نمی‌شود و بیشتر برای افزایش تجربه بازیکن استفاده می‌شود.